# Округ Таос (Њу Мексико)
Таос (енгл. Taos County) је округ у америчкој савезној држави Њу Мексико.

## Демографија
По попису из 2010. године број становника је 32.937, што је 2.958 (9,9%) становника више него 2000. године.
| Група             | 2000.          | 2010.          |
| Белци             | 10.122 (33,8%) | 11.958 (36,3%) |
| Афроамериканци    | 105 (0,4%)     | 143 (0,4%)     |
| Азијати           | 114 (0,4%)     | 219 (0,7%)     |
| Хиспаноамериканци | 17.370 (57,9%) | 18.381 (55,8%) |
| Укупно            | 29.979         | 32.937         |